# Хронология разработки вакцин
Хронология разработки профилактических вакцин для человека. Годом разработки ранних вакцин считается год разработки или тестирования, более поздних вакцин — год, когда закончились испытания или год выхода вакцины на рынок. Хотя вакцины существуют против многих болезней, во всем мире ликвидирована только оспа. Другие болезни, которые можно предотвратить с помощью вакцин, продолжают вызывать миллионы смертей каждый год.

## XVIII век
- 1796 — Эдвард Дженнер создаёт первую вакцину от натуральной оспы

## XIX век
- 1880 — Первая вакцина против куриной холеры от Луи Пастера
- 1885 — Первая вакцина против бешенства от Луи Пастера и Пьера Ру
- 1890 — Первая вакцина против столбняка (антитоксинная сыворотка) от Эмиля фон Беринга[1]
- 1892 — Первая вакцина против холеры от Владимира Хавкина
- 1896 — Первая вакцина против брюшного тифа от Алмрота Райта, Рихарда Пфейффера и Вильгельма Коля
- 1897 — Первая вакцина против бубонной чумы от Владимира Хавкина
- 1897 — Первый антибиотик от бубонной чумы от Эрнеста Дюшена (за 32 года до открытия пенициллина, но его исследования остались незамеченными)

## XX век
- 1921 — Первая вакцина против туберкулёза от Альбера Кальмета
- 1923 — Первая вакцина против дифтерии от Гастона Рамона, Эмиля фон Беринга и Китасато Сибасабуро
- 1924 — Первая инактивированная вакцина против столбняка от Гастона Рамона, К. Цоллера и П. Дескомбая
- 1926 — Первая вакцина против коклюша от Лейлы Денмарк
- 1932 — Первая вакцина против жёлтой лихорадки от Макса Тейлера и Жана Легре
- 1937 — Первая вакцина против сыпного тифа от Рудольфа Вайгля, Людвика Флека и Ханса Цинссера
- 1937 — Первая вакцина против гриппа от Анатолия Смородинцева
- 1941 — Первая вакцина против клещевого энцефалита от Анатолия Смородинцева
- 1952 — Первая вакцина против полиомиелитa от Хилари Копровского
- 1954 — Первая вакцина против японского энцефалита
- 1954 — Первая вакцина против сибирской язвы
- 1957 — Первая вакцина против аденовируса серотипа 4 и 7
- 1962 — Первая пероральная вакцина против полиомиелитa от А. Сейбина
- 1963 — Первая вакцина против кори
- 1967 — Первая вакцина против паротита
- 1970 — Первая вакцина против краснухи
- 1977 — Первая вакцина против пневмококков
- 1978 — Первая вакцина против менингококков
- 1980 —
- 1981 — Первая вакцина против гепатита B
- 1984 — Первая вакцина против ветряной оспы
- 1985 — Первая вакцина против гемофильной палочки
- 1989 — Первая вакцина против Ку-лихорадки
- 1991 — Первая вакцина против гепатита A
- 1998 — Первая вакцина против болезни Лайма
- 1998 — Первая вакцина против ротавируса

## XXI век
- 2003 — Первая назальная вакцина против гриппа
- 2006 — Первая вакцина против вируса папилломы человека
- 2012 — Первая вакцина против гепатита E
- 2012 — Первая четырёхвалентная вакцина против гриппа
- 2015 — Первая вакцина против энтеровируса 71, вызывающего энтеровирусный везикулярный стоматит
- 2015 — Первая вакцина против малярии RTS,S, одобрена ВОЗ в 2021

- 2015 — Первая вакцина против лихорадки Эбола, «GamEvac» от НИЦЭМ имени Н. Ф. Гамалеи[2]
- 2015 — Первая вакцина против лихорадки денге
- 2020 — Первая вакцина против COVID-19, «Sputnik V» от НИЦЭМ имени Н. Ф. Гамалеи